# 島伸一
島 伸一（しま しんいち、1947年 - ）は、日本の法学者・弁護士。刑法学者・刑事訴訟法学者。学位は、法学博士（上智大学）。駿河台大学名誉教授。島伸一法律事務所所長。東京都文京区出身。

## 経歴
- 1970年：中央大学法学部卒業
- 1975年：上智大学法学部助手
- 1979年：上智大学大学院法学研究科博士課程を単位取得満期による退学
- 1979年：アメリカ・州立ワシントン大学ロースクール客員研究員
- 1980年：北海学園大学法学部講師に刑事訴訟法担当として着任。その後、同法学部助教授、同法学部教授となる。
- 1996年：駿河台大学法学部法律学科教授
- 2007年：駿河台大学院法務研究科法曹実務専攻教授
- 2017年：駿河台大学定年退職。同名誉教授。島伸一法律事務所所長。

## 主著
- 『捜索・差押の理論』（信山社出版、1994年）
- （山本輝之）（只木誠）（高山佳奈子）ほか共著『たのしい刑法』（弘文堂、1998年初版・2008年第2版）
- 『アメリカの刑事司法―ワシントン州キング郡を基点として』（弘文堂、2002年）
- 『ロースクール生のための刑事法総合演習』（現代人文社、2004年）

## 恩師
当初は内田文昭に師事し、1976年に内田が転出した後は、町野朔に師事する。